# Saint George (Barbados)
Saint George é uma paróquia de Barbados. Sua população estimada em 2005 era de 18.100 habitantes.

## Principais cidades
- Belair
- Boarded Hall
- Constant
- Turnpike